# نینو دفیلیپیس
نینو دفیلیپیس (ایتالیایی: Nino Defilippis; ۲۱ مارس ۱۹۳۲ – ۱۳ ژوئیهٔ ۲۰۱۰) دوچرخه‌سوار اهل ایتالیا بود.
وی در مسابقات کشوری و بین‌المللی در مجموع برندهٔ ۱ مدال نقره شده‌است.